# Indifferentisme
Indifferentisme of godsdienstig relativisme is in de Katholieke Kerk een dwaalleer die stelt dat alle godsdiensten evenwaardig zouden zijn en dat gelijk welke godsdienst kan leiden tot het zielenheil. Tegen het indifferentisme werd door verschillende pausen, waaronder Leo XII (1823-1829), Gregorius XVI (Mirari Vos, 1831), Pius IX (Qui Pluribus, 1846) en Johannes Paulus II (1978-2005) gewaarschuwd.
De katholieke leer veroordeelt het indifferentisme en het godsdienstig relativisme maar leert ook dat elke persoon het recht heeft op gewetensvrijheid en in het bijzonder op godsdienstvrijheid.